# 農業部動植物防疫檢疫署
農業部動植物防疫檢疫署（簡稱動植物防疫檢疫署、防檢署）是中華民國農業部的附屬機關，成立於1998年8月1日，負責動植物的防疫檢疫工作。

## 沿革
- 1945年中華民國接管臺灣後，台灣省行政長官公署將日治時期之肥料、植物、米穀、罐頭、茶葉等檢驗機構合併成立「臺灣省農林廳檢驗局」。
- 1959年，臺灣省政府將「臺灣省政府農林廳檢驗局」與「臺灣省政府建設廳工業試驗所」合併成立「臺灣省檢驗局」，經濟部並授權統一執行商品檢驗與動植物檢疫。
- 1967年7月1日，台灣省檢驗局改隸經濟部，更名為「經濟部商品檢驗局」。
- 1986年，經濟部商品檢驗局動植物檢疫業務移交行政院農業委員會管理。
- 1997年，台灣爆發口蹄疫疫情，且預期加入世界貿易組織後國際農產品貿易將更加頻繁，因此有必要成立專責機關以統一管理動植物防疫檢疫。
- 1998年6月24日，《行政院農業委員會動植物防疫檢疫局組織條例》與所屬各分局組織通則公布施行。8月1日，整合商檢局相關業務成立「行政院農業委員會動植物防疫檢疫局」暨所屬基隆、新竹、台中及高雄等四個分局。
- 2014年8月，從臺北市中正區重慶南路二段51號9樓（永豐餘大樓）搬遷至臺北市中正區和平西路二段100號9樓（農委會和平大樓）。
- 2023年5月16日，立法院三讀通過《農業部動植物防疫檢疫署組織法草案》。[1]
- 2023年5月31日，制定公布農業部動植物防疫檢疫署組織法；[2]2023年8月1日起隨農委會升格為農業部，更名為「農業部動植物防疫檢疫署」。

## 組織架構
組織首長包含署長1人，副署長2人，主任秘書1人，包含業務單位6個和輔助單位4個。另外設有基隆、桃園、臺中、高雄等4個分署。

## 外部連結
- 農業部動植物防疫檢疫署 （页面存档备份，存于） （繁體中文）